# 塞杜克
36°33′N 4°41′E / 36.550°N 4.683°E

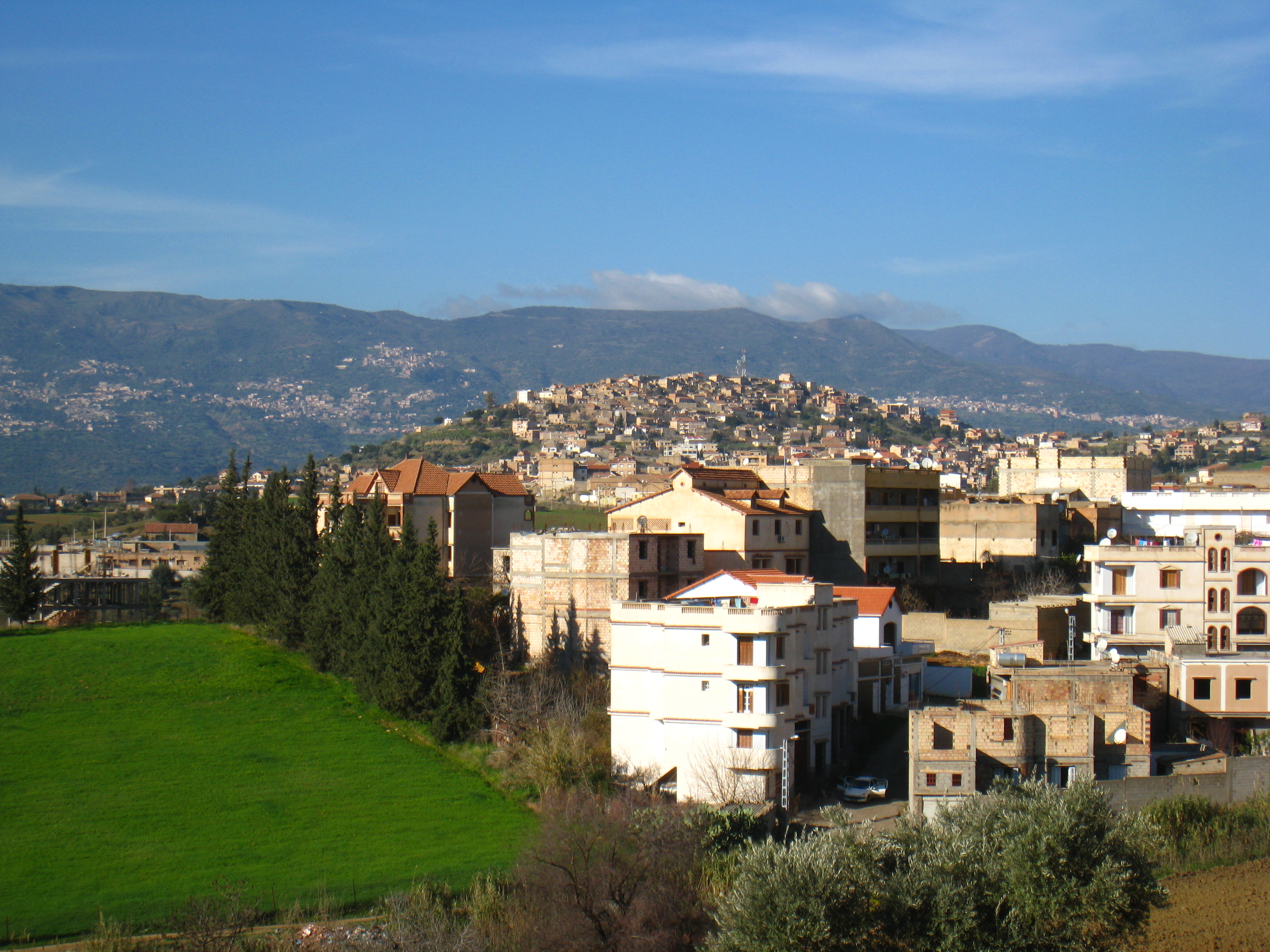
塞杜克

塞杜克（阿拉伯语：‎），是阿爾及利亞的城鎮，位於該國北部，由貝賈亞省負責管轄，是塞杜克區的首府，面積94平方公里，2008年人口20,573人，人口密度每平方公里218人。